# 克爾普角
克爾普角（英語：Kelp Point），是南極洲的海岬，位於斯特羅姆內斯灣的南部，由英國的研究隊繪入地圖和所命名，該海岬由英國海外領土管轄。